# US Bank Championship in Milwaukee
Het US Bank Championship in Milwaukee was een golftoernooi van de Amerikaanse PGA Tour. Het toernooi werd ieder jaar in de maand juli gespeeld in de regio van Milwaukee. 
In 1968 werd het toernooi opgericht als het Greater Milwaukee Open. Het had toen al US$ 200.000 prijzengeld, waarvan US$ 40.000. Het prijzengeld steeg tot US$ 4.000.000 in 2009. De hoofdsponsor was sinds 2004 US Bancorp. Vanaf 1994 werd het toernooi gespeeld op de Brown Deer Park Golf Course. Het toernooi kende zijn laatste editie in 2009.

## Data
- 1989: Eerste jaar dat het toernooi op televisie werd uitgezonden
- 1996: Tiger Woods maakte hier op 29 augustus zijn debuut, vier dagen nadat hij voor de 3de keer het US Amateur had gewonnen.
- 2009: de hoofdsponsor trok zich terug, mede omdat het toernooi weinig aandacht kreeg doordat het in dezelfde week viel als het Brits Open.

## Winnaars
| Jaar                              | Baan                                    | Winnaar                |
| Greater Milwaukee Open            | Greater Milwaukee Open                  | Greater Milwaukee Open |
| --------------------------------- | --------------------------------------- | ---------------------- |
| 1968                              | North Shore Country Club, Mequon        | Dave Stockton          |
| 1969                              | North Shore Country Club, Mequon        | Ken Still              |
| 1970                              | North Shore Country Club, Mequon        | Deane Beman            |
| 1971                              | Tripoli Country Club, Milwaukee         | Dave Eichelberger      |
| 1972                              | Tripoli Country Club, Milwaukee         | Jim Colbert            |
| 1973                              | Tuckaway Country Club, Franklin         | Dave Stockton          |
| 1974                              | Tuckaway Country Club, Franklin         | Ed Sneed               |
| 1975                              | Tuckaway Country Club, Franklin         | Art Wall               |
| 1976                              | Tuckaway Country Club, Franklin         | Dave Hill              |
| 1977                              | Tuckaway Country Club, Franklin         | Dave Eichelberger      |
| 1978                              | Tuckaway Country Club, Franklin         | Lee Elder              |
| 1979                              | Tuckaway Country Club, Franklin         | Calvin Peete           |
| 1980                              | Tuckaway Country Club, Franklin         | Billy Kratzert         |
| 1981                              | Tuckaway Country Club, Franklin         | Jay Haas               |
| 1982                              | Tuckaway Country Club, Franklin         | Calvin Peete           |
| 1983                              | Tuckaway Country Club, Franklin         | Mark O'Meara           |
| 1985                              | Tuckaway Country Club, Franklin         | Jim Thorpe             |
| 1986                              | Tuckaway Country Club, Franklin         | Corey Pavin            |
| 1987                              | Tuckaway Country Club, Franklin         | Gary Hallberg          |
| 1988                              | Tuckaway Country Club, Franklin         | Ken Green              |
| 1989                              | Tuckaway Country Club, Franklin         | Greg Norman            |
| 1990                              | Tuckaway Country Club, Franklin         | Jim Gallagher Jr       |
| 1991                              | Tuckaway Country Club, Franklin         | Mark Brooks            |
| 1992                              | Tuckaway Country Club, Franklin         | Richard Zokol          |
| 1993                              | Tuckaway Country Club, Franklin         | Billy Mayfair          |
| 1994                              | Brown Deer Park Golf Course, Brown Deer | Mike Springer          |
| 1995                              | Brown Deer Park Golf Course, Brown Deer | Scott Hoch             |
| 1996                              | Brown Deer Park Golf Course, Brown Deer | Loren Roberts          |
| 1997                              | Brown Deer Park Golf Course, Brown Deer | Scott Hoch             |
| 1998                              | Brown Deer Park Golf Course, Brown Deer | Jeff Sluman            |
| 1999                              | Brown Deer Park Golf Course, Brown Deer | Carlos Franco          |
| 2000                              | Brown Deer Park Golf Course, Brown Deer | Loren Roberts          |
| 2001                              | Brown Deer Park Golf Course, Brown Deer | Shigeki Maruyama       |
| 2002                              | Brown Deer Park Golf Course, Brown Deer | Jeff Sluman            |
| 2003                              | Brown Deer Park Golf Course, Brown Deer | Kenny Perry            |
| US Bank in Milwaukee              |                                         |                        |
| 2004                              | Brown Deer Park Golf Course, Brown Deer | Carlos Franco          |
| US Bank Championship in Milwaukee |                                         |                        |
| 2005                              | Brown Deer Park Golf Course, Brown Deer | Ben Crane              |
| 2006                              | Brown Deer Park Golf Course, Brown Deer | Corey Pavin            |
| 2007                              | Brown Deer Park Golf Course, Brown Deer | Joe Ogilvie            |
| 2008                              | Brown Deer Park Golf Course, Brown Deer | Richard S. Johnson     |
| 2009                              | Brown Deer Park Golf Course, Brown Deer | Bo Van Pelt            |

84 Lumber Classic ·
500 Festival Open Invitation ·
Agua Caliente Open ·
Air Canada Championship ·
Alameda County Open ·
Alcan Open ·
All American Open ·
Almaden Open ·
American Golf Classic ·
Ardmore Open ·
Arlington Hotel Open ·
AT&T Classic ·
Atlanta Open ·
Azalea Open Invitational ·
B.C. Open ·
Bahama's Open ·
Bakersfield Open Invitational ·
Baton Rouge Open Invitational ·
Beaumont Open Invitational ·
Blue Ribbon Open ·
Booz Allen Classic ·
Buick Challenge ·
Buick Open ·
Cajun Classic Open Invitational ·
California State Open ·
Carling World Open ·
Centel Classic ·
Chattanooga Classic ·
Cleveland Open ·
Connecticut Open ·
Coral Gables Open Invitational ·
Coral Springs Open Invitational ·
CVS Charity Classic ·
Dallas Open ·
Danny Thomas-Diplomat Classic ·
Dapper Dan Open ·
De Soto Open Invitational ·
Denver Open Invitational ·
Doral Open ·
Dow Jones Open Invitational ·
Durham Open ·
Eastern Open ·
El Paso Open ·
Empire State Open ·
Esmeralda Open ·
Fig Garden Village Open Invitational ·
Florida Open ·
Fort Wayne Open ·
Frank Sinatra Open Invitational ·
Gasparilla Open ·
Gatlin Brothers-Southwest Golf Classic ·
Ginn sur Mer Classic ·
Chicago Open ·
Glens Falls Open ·
Golden Gate Championship ·
Goodall Palm Beach Round Robin ·
Greater St. Louis Golf Classic ·
Gulfport Open ·
Haig Open Invitational ·
Hale America National Open Golf Tournament ·
Hall of Fame Golf Classic ·
Hershey Open ·
Hesperia Open Invitational ·
Houston Open ·
Indian Ridge Hospital Open Invitational ·
Inverness Invitational Four-Ball ·
Jacksonville Open ·
Kansas City Open ·
Kentucky Derby Open ·
Knoxville Invitational ·
La Gorce Open ·
Labatt Open ·
Liggett & Myers Open ·
Long Beach Open ·
Long Island Open ·
Lucky International Open ·
Maryland Open ·
Massachusetts Open ·
Mayfair Inn Open ·
Memphis Invitational ·
Metropolitan Open ·
Metropolitan PGA Championship ·
Miami Beach Open ·
Miami International Four-Ball ·
Miami Open ·
Michelob Championship at Kingsmill ·
Michigan Golf Classic ·
Milwaukee Open Invitational ·
Milwaukee Open ·
Mobile Sertoma Open Invitational ·
Motor City Open ·
Mountain View Open ·
National Airlines Open Invitational ·
National Celebrities Open ·
National Team Championship ·
New Jersey PGA Championship ·
New Jersey State Open ·
New York State Open ·
North and South Open ·
Northern California Open ·
Oakland Open ·
Ohio Kings Island Open ·
Ohio Open ·
Oklahoma City Open Invitational ·
Oklahoma Open ·
Ontario Open ·
Orange County Open Invitational ·
Oregon Open ·
Pasadena Open ·
Pennsylvania Open Championship ·
Pensacola Open ·
Pepsi Championship ·
Philadelphia Daily News Open ·
Philadelphia Golf Classic ·
Philadelphia Inquirer Open ·
Philadelphia Open ·
Portland Open Invitational ·
Reading Open ·
Rebel Yell Open ·
Rio Grande Valley Open ·
Robinson Open ·
Rubber City Open Invitational ·
Sacramento Open ·
Sahara Invitational ·
Seattle Open Invitational ·
Sioux City Open ·
Southern (Spring) Open ·
St. Paul Open ·
St. Petersburg Open Invitational ·
Sunset-Camellia Open Invitational ·
Sunshine Open Invitational ·
Tacoma Open ·
The International ·
Thomasville Open ·
Thunderbird Classic ·
Thunderbird Invitational ·
Tournament of the Gardens Open ·
Tucson Open ·
Turning Stone Resort Championship ·
US Bank Championship in Milwaukee ·
US Professional Match Play Championship ·
Utah Open ·
Virginia Beach Open ·
Virginia Open ·
Waco Turner Open ·
Walt Disney World Golf Classic ·
West End Classic ·
West Palm Beach Open Invitational ·
Westchester Open ·
Western Open ·
White Sulphur Springs Open ·
Wisconsin State Open ·
World Championship of Golf ·
Yorba Linda Open Invitational